# Softwarepatent
Et softwarepatent er en populærbetegnelse for et patent, der omhandler software, dvs. programmer m.m. til computere. Softwarepatenter er et specialtilfælde inden for industrielle fremgangsmåder, der som udgangspunkt er patenterbare. Eksempelvis har Microsoft allerede taget patent på dobbeltklik.
Der pågår en del diskussion om, hvorvidt patent er en egnet måde til beskyttelse af moderne innovationer inden for software og disses funktioner. Nogle frygter, at en sådan type patenter kan forhindre udvikling og blot bidrage til flere monopoler, mens andre argumenterer for, at patentering af software vil styrke udviklingen.